# San Martino Canavese
San Martino Canavese és un comune (municipi) de la ciutat metropolitana de Torí, a la regió italiana del Piemont, situat a uns 40 quilòmetres al nord de Torí. A 1 de gener de 2019 la seva població era de 817 habitants.
San Martino Canavese limita amb els següents municipis: Castellamonte, Pavone Canavese, Colleretto Giacosa, Parella, Perosa Canavese, Torre Canavese, Scarmagno, Agliè i Vialfrè.